# Маковица (гора)
Маковица (Венец) — вершина в Украинских Карпатах. Расположена в центральной части одноимённого хребта Маковица (часть Вулканического хребта), в пределах Ужгородского района Закарпатской области. Высота 978 м. Маковица — одна из самых высоких (после Бужоры) вершин Вулканического хребта. Северные и северо-западные склоны крутые, южные — более пологие. Покрыта почти сплошными лесами (дуб, граб, бук). Как примеси встречаются дикая яблоня, груша и черешня. Богатый травяной покров. Некоторые растения занесены в Красную книгу Украины.
Северо-западнее Маковицы расположен хребет Липовая Скала, на северо-восток — гора Закружи (688 м), на юге — долина реки Стара (приток Латорицы).
Ближайшие населенные пункты: с. Турьи Реметы, с. Раково, с. Анталовцы.